# جو ديكسون (سياسي)
جو ديكسون هو سياسي كندي، ولد في 1940 في أجاكس في كندا. حزبياً، نشط في الحزب الليبرالي في أونتاريو ‏. وقد انتخب عضو برلمان مقاطعة أونتاريو.

## وصلات خارجية
- الموقع الرسمي